# Badminton aux Jeux africains de 2019
Navigation
2015 2023
Les compétitions de badminton aux Jeux africains de 2019 ont lieu du 22 au 29 août 2019 à Casablanca, au Maroc.

## Médaillés
| Simple hommes | Anuoluwapo Juwon Opeyori | Georges Julien Paul | Godwin Olofua |  |  |  |
| Simple hommes | Anuoluwapo Juwon Opeyori | Georges Julien Paul | Kalombo Mulenga |  |  |  |
| Simple dames  | Johanita Scholtz | Dorcas Ajoke Adesokan | Doha Hany |  |  |  |
| Simple dames  | Johanita Scholtz | Dorcas Ajoke Adesokan | Sofiat Arinola Obanishola |  |  |  |
|               | | | |  |  |  |
| Double hommes | Aatish Lubah Georges Julien Paul | Godwin Olofua Anuoluwapo Juwon Opeyori | Abdelrahman Abdelhakim Mohamed Mostafa Kamel                                                                                             |  |  |  |
| Double hommes | Aatish Lubah Georges Julien Paul | Godwin Olofua Anuoluwapo Juwon Opeyori | Adham Hatem Elgamal Ahmed Salah |  |  |  |
| Double dames  | Doha Hany Hadia Hosny | Dorcas Ajoke Adesokan Uchechukwu Deborah Ukeh | Megan de Beer Johanita Scholtz |  |  |  |
| Double dames  | Doha Hany Hadia Hosny | Dorcas Ajoke Adesokan Uchechukwu Deborah Ukeh | Gladys Mbabazi Aisha Nakiyemba |  |  |  |
| Double mixte  | Koceila Mammeri Linda Mazri | Adham Hatem Elgamal Doha Hany | Georges Julien Paul Aurélie Allet |  |  |  |
| Double mixte  | Koceila Mammeri Linda Mazri | Adham Hatem Elgamal Doha Hany | Eneojo Joseph Abah Peace Orji |  |  |  |
|               | | | |  |  |  |
| Équipe mixte  | Nigeria Sofiat Arinola Obanishola Habeeb Temitope Bello Amin Yop Christopher Peace Orji Godwin Olofua Anuoluwapo Juwon Opeyori Gideon Babalola Zainab Damilola Alabi Clement Ebiowo Krobakpo Uchechukwu Deborah Ukeh Dorcas Ajoke Adesokan Eneojo Joseph Abah | Algérie Koceila Julien Mammeri Linda Mazri Youcef Sabri Medel Halla Bouksani Mohamed Abderrahim Belarbi Malak Ouchefoun Sif Eddine Larbaoui Yassimina Chibah Mohamed Abdelaziz Ouchefoun | Afrique du Sud Megan De Beer Jarred Elliott Jason Mann Sean Noone Lehandre Schoeman Johanita Scholtz Ruan Snyman Bongani Von Bodenstein  |  |  |  |
| Équipe mixte  | Nigeria Sofiat Arinola Obanishola Habeeb Temitope Bello Amin Yop Christopher Peace Orji Godwin Olofua Anuoluwapo Juwon Opeyori Gideon Babalola Zainab Damilola Alabi Clement Ebiowo Krobakpo Uchechukwu Deborah Ukeh Dorcas Ajoke Adesokan Eneojo Joseph Abah | Algérie Koceila Julien Mammeri Linda Mazri Youcef Sabri Medel Halla Bouksani Mohamed Abderrahim Belarbi Malak Ouchefoun Sif Eddine Larbaoui Yassimina Chibah Mohamed Abdelaziz Ouchefoun | Égypte Adham Hatem Elgamal Mohamed Mostafa Kamel Ahmed Salah Nour Ahmed Youssri Hadia Hosny Jana Ashraf Abdelrahman Abdelhakim Doha Hany |  |  |  |

## Tableau des médailles
| Rang  | Nation         | Or | Argent | Bronze | Total |
| ----- | -------------- | -- | ------ | ------ | ----- |
| 1     | Nigeria        | 2  | 3      | 3      | 8     |
| 2     | Égypte         | 1  | 1      | 4      | 6     |
| 3     | Maurice        | 1  | 1      | 1      | 3     |
| 4     | Algérie        | 1  | 1      | 0      | 2     |
| 5     | Afrique du Sud | 1  | 0      | 2      | 3     |
| 6     | Ouganda        | 0  | 0      | 1      | 1     |
| 6     | Zambie         | 0  | 0      | 1      | 1     |
| Total | Total          | 6  | 6      | 12     | 24    |